# Дикамбаев, Казы Дикамбаевич
Казы Дикамбаевич Дикамбаев (кирг. Казы Дыйкамбай уулу Дыйкамбаев; 25 октября (7 ноября) 1913, с. Талды-Суу, Пржевальский уезд, Семиреченская область, Туркестанский край, Российская империя — 16 февраля 2010, Бишкек, Кыргызстан) — советский киргизский партийный и государственный деятель. Председатель Совета министров Киргизской ССР (1958—1961).

## Биография
Родился в семье дехканина (крестьянина).
Окончил Ашхабадские подготовительные курсы для поступления в институт. Участвовал в боевых действиях по ликвидации басмачества. Окончил Среднеазиатский планово-экономический институт, г. Ташкент (1932—1937).
В 1937—1939 гг. — старший экономист Госплана Киргизской ССР.
В 1939—1940 гг. — заместитель председателя Госплана Киргизской ССР, председатель Фрунзенского облплана.
В 1940—1944 гг. — заместитель Председателя СНК — нарком государственного контроля Киргизской ССР.
В 1944 г. — на стажировке в МИД СССР.
В 1944—1949 гг. — нарком иностранных дел (первый после учреждения должности) Киргизской ССР,
одновременно, в 1948—1949 гг. — заместитель Председателя Совета Министров Киргизской ССР.
В 1949—1951 гг. — секретарь ЦК КП Киргизской ССР по промышленности и строительству.
В 1951—1958 гг. — первый секретарь Фрунзенского обкома КП Киргизской ССР. Одновременно — Председатель Верховного Совета Киргизской ССР 3-го созыва.
В 1958—1961 гг. —  Председатель Совета Министров Киргизской ССР.
Чрезвычайный и Полномочный Посол СССР.
Член КПСС с 1940 г. Депутат Верховного Совета СССР 2-5-го созывов (1950—1962) и Киргизской ССР 2-го, 3-го и 5-го созывов.1961 г. — 1986 г.
С 1986 г. на пенсии.
Скончался 16 февраля 2010 года. Похоронен на Ала-Арчинском кладбище.

## Семья
Жена — Капитолина Львовна. Старшая дочь — Людмила Казиевна; дочь Марта Казиевна — врач-офтальмолог, к.м.н., Заслуженный врач Кыргызской Республики; сын — Асанкул Казиевич.

## Награды и звания
- Награждён двумя орденами Ленина, орденом Отечественной войны I степени, орденами Трудового Красного Знамени и многими медалями Советского Союза, Почётными грамотами Верховного Совета Киргизской ССР, орденом «Манас» I и III степеней. «Заслуженный экономист Киргизской ССР».
- Памятная золотая медаль «Манас-1000» (1995)[1]
- Почётный гражданин города Бишкек[2].